# Bobital
Bobital is een gemeente in het Franse departement Côtes-d'Armor, in de regio Bretagne. De plaats maakt deel uit van het arrondissement Dinan. Bobital telde op 1 januari 2022 1.143 inwoners.

## Geografie
De oppervlakte van Bobital bedroeg op 1 januari 2022 4,99 vierkante kilometer; de bevolkingsdichtheid was toen 229,1 inwoners per km².
De onderstaande kaart toont de ligging van Bobital met de belangrijkste infrastructuur en aangrenzende gemeenten.

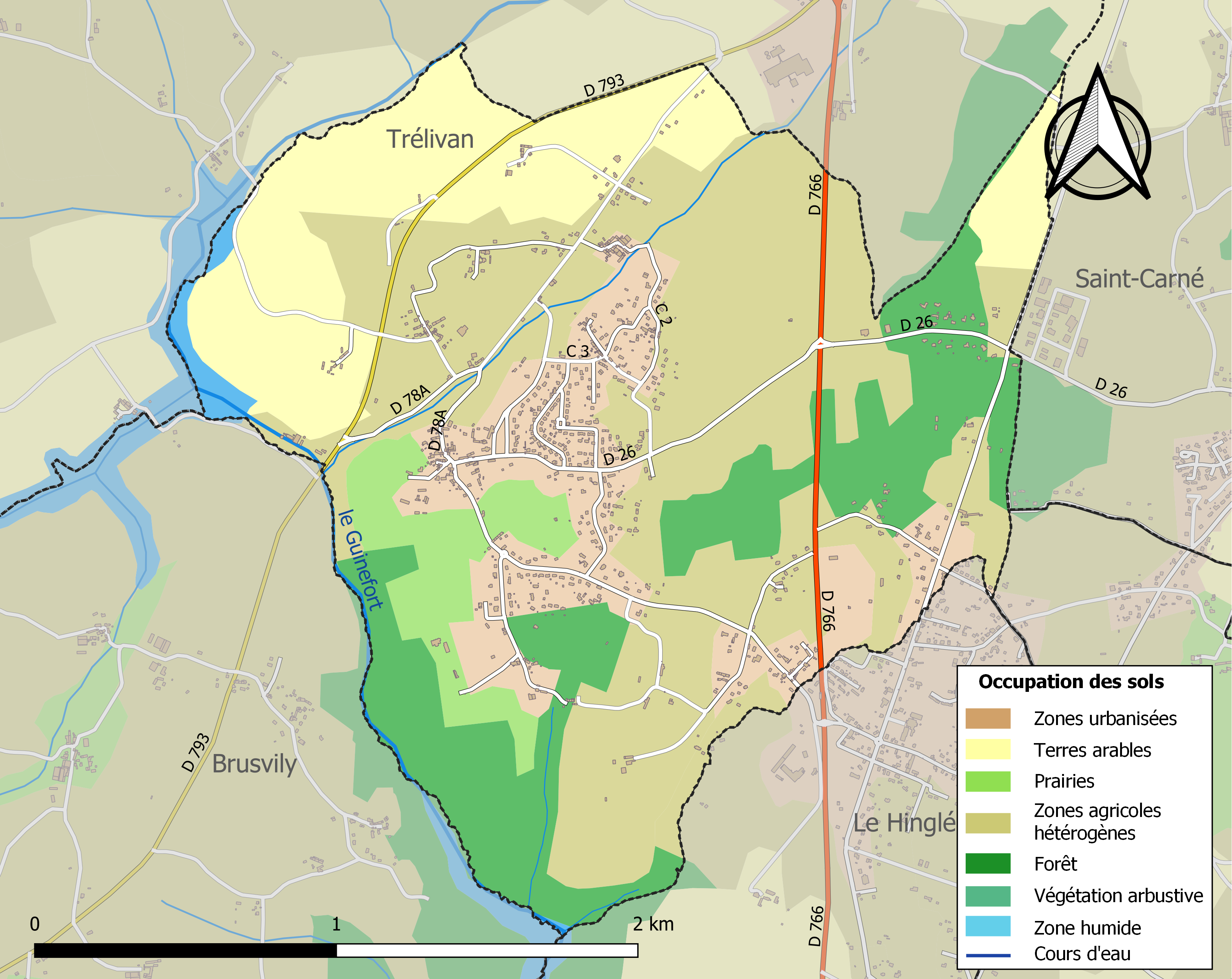

## Demografie
Onderstaande figuur toont het verloop van het inwonertal (bron: INSEE-tellingen).